# Celeborn
I J.R.R. Tolkiens Ringenes Herre-trilogi er Celeborn (på dansk også Keleborn) en elver, som er gift med Galadriel, med hvilken han regerer over elverne i Lothlórien. Han har med hende datteren Celebrían (på dansk også Kelebrían), som er var med Elrond, herren over Kløvedal, indtil hun blev dræbt af orker. Celeborn nedstammer fra elvernes legendariske kong Thingol. På Sindarin, elvernes sprog, betyder Celeborn (højt) sølvtræ.
Celeborn fremgår også i Peter Jacksons filmatisering af Ringenes Herre, hvor han spilles af den newzealandske skuespiller Marton Csokas, som er af ungarsk oprindelse. Rollen er imidlertid ikke stor. Man kun ser ham kortvarigt i Ringenes Herre - Eventyret om Ringen,  hvor han møder Broderskabet i Lothlórien, samt i Ringenes Herre - Kongen vender tilbage, hvor han stiger om bord på et skib sammen med Frodo, Bilbo, Gandalf, Elrond og Galadriel, og sejler til øen Valinor.